# ناصیف الیازجی
ناصیف بن عبدالله بن ناصیف بن جنبلاط بن سعد الیازجی (۲۵ مارس ۱۸۰۰–۸ فوریه ۱۸۷۱) شاعر اهل لبنان و پدر ابراهیم الیازجی بود. او همچنین یکی از پیشگامان نهضت رنسانس عربی بود.